# Hreflang
Hreflang er et HTML tag som benyttes i forbindelse med Google søgemaskineoptimering.
Tagget "Hreflang" benyttes primært i forbindelse med internationale websider, eller websider som benytter mere end et enkelt sproglag. Hreflang har til formål at fortælle søgemaskinen Google at der skal differentieres mellem indholdet, på tværs af sproglag, på hjemmesiden. Hreflang fjerner dermed alt Duplicate Content og gør dermed at din hjemmeside er mere søgemaskineoptimeret og har større chancer for at blive korrekt indekseret i Googles søgemaskine.
Hreflang kan implementeres direkte i koden ved hjælp af guiden på Googles supportside.
Hreflang tagget ser ud på følgende måde, når det er taget i brug: rel="alternate" hreflang="x"